# Der Kurier des Zaren (1970)
Der Kurier des Zaren ist ein italienisch-französisch-deutscher Spielfilm aus dem Jahr 1970. Es handelt sich um eine Verfilmung des gleichnamigen Jules-Verne-Klassikers (1876) mit John Phillip Law in der Titelrolle. Die Handlung folgt dem Geschehen der Romanvorlage.

## Handlung
Russland, um 1860: Leutnant Michael Strogoff wird vom Zaren mit einem wichtigen Auftrag betraut. Er soll die Aufmarschpläne der kaiserlichen Armee in die von Aufständischen bedrohte Stadt Irkutsk in Sibirien bringen. Strogoff weiß, dass er bei dieser langen Reise zahlreichen Gefahren ausgesetzt sein wird und mit seiner Botschaft niemals in die Hände des Gegners fallen darf. Schon frühzeitig heftet sich die verführerische Sangarre, die Geliebte des russischen Ex-Oberst und skrupellosen Schurken Iwan Ogareff, der die aufständischen Tataren unter Führung des Feofar-Khan unterstützt, an seine Fersen, um alles über den Zweck der Mission des Kuriers des Zaren zu erfahren. Die junge, liebliche Nadja Fedorovna, die ihren in Irkutsk lebenden Vater besuchen möchte, reist an Strogoffs Seite und soll, um seine Gegner zu täuschen, seine Ehefrau spielen, die Gattin eines harmlosen Tuchhändlers namens Korparow.
Michael Strogoff ahnt nicht, dass Ogareff gleichfalls auf dem Weg nach Irkutsk ist, um die Tataren bei der Einnahme der Stadt anzuführen. Beide Männer treffen sich, ohne einander zu kennen, und stoßen dabei sogleich heftig aneinander. Um seine Tarnung nicht auffliegen zu lassen, lässt sich der Kurier des Zaren vom brutalen und ungeschliffenen Ogareff nicht provozieren. Später werden Strogoff und Nadja bei einer Flussüberquerung von Tataren attackiert. Michael kann den feindlichen Angreifern entkommen, die anderen werden ermordet oder gefangen genommen. Währenddessen geht Ogareff bei der Eroberung von Irkutsk mit harter Hand vor. Sangarre beginnt daraufhin an dem Wesen ihres Geliebten zu zweifeln. Auch Strogoff gerät mit anderen Flüchtlingen in die Hände der Tataren. In deren Feldlager trifft er seine Mutter Marfa wieder sowie Nadja. Ogareff weiß, dass Marfa Michaels Mutter ist, und will sie heftig auspeitschen, um aus ihr Informationen über ihren Sohn herauszubekommen. Als Michael dies sieht, geht er dazwischen und schlägt auf Ogareff ein.
Ogareff weiß jetzt, dass dieser Fremde der Kurier des Zaren sein muss. Um Michael auszuschalten und zu bestrafen, wird er von seinen Gegnern geblendet. Ogareff stiehlt den Ukas des Zaren und reitet nach Irkutsk, während Marfa in den Armen ihres erblindeten Sohnes stirbt. Mit Nadjas Hilfe erreicht Michael Strogoff die belagerte und attackierte sibirische Metropole. Tatarenverbände bereiten die Einnahme vor und wollen ein Blutbad unter der Bevölkerung anrichten. Lange kann sich Irkutsk nicht mehr halten. Der Machthaber der Stadt glaubt, mit Ogareff, der Strogoffs Schreiben in der Hand hält, den Kurier des Zaren vor sich zu haben. Als die eintreffende Nadja dort Ogareff erkennt, kommt es zum Zweikampf zwischen diesem und dem erblindeten Kurier. Michael Strogoff siegt wider Erwarten, und anschließend gelingt es den Verteidigern mit Michaels Hilfe sogar, die anstürmenden Tataren in die Flucht zu schlagen.

## Produktionsnotizen
Der Kurier des Zaren entstand an 59 Drehtagen zwischen dem 9. Februar und dem 15. Juli 1970 in Bulgarien und Italien. Die Uraufführung fand, je nach Quelle, am 26. respektive 28. Oktober 1970 in Rom statt, die deutsche Premiere war am 25. Februar 1971.
Bei diesem Kurier des Zaren handelt es sich, nach zwei Fassungen (1935 und 1936) mit Adolf Wohlbrück und einer mit Curd Jürgens (1956), bereits um die vierte große Tonfilmversion dieses beliebten Verne‘schen Abenteuerstoffs.

## Synchronisation
| Rolle                  | Darsteller          | Synchronsprecher   |
| ---------------------- | ------------------- | ------------------ |
| Michael Strogoff       | John Phillip Law    | Klaus Kindler      |
| Nadja                  | Mimsy Farmer        | Grit Böttcher      |
| Oberst Ogareff         | Hiram Keller        | Christian Brückner |
| Sangarre               | Delia Boccardo      | Renate Danz        |
| Feofar Khan            | Kurt Meisel         | Arnold Marquis     |
| Marfa, Michaels Mutter | Elisabeth Bergner   | Ruth Hellberg      |
| General Dubelt         | Claudio Gora        | Wilhelm Borchert   |
| Alcide Jolivet         | Donato Castellaneta | Martin Hirthe      |
| Henry Blount           | Christian Marin     | Lothar Blumhagen   |
| Alexander Scheljepin   | Jacques Maury       | Claus Wilcke       |

## Kritik
Im Lexikon des Internationalen Films heißt es: „… ein aufwendiges, aber belangloses Kostümabenteuer.“